# Palio di Asti
Le Palio di Asti est une fête traditionnelle italienne  de source médiévale issue des célébrations patronales de saint Second d'Asti qui a lieu annuellement à Asti le troisième dimanche du mois de septembre sur la Piazza Alfieri (place Alfieri) et qui culmine par une course de chevaux montés « à cru » c'est-à-dire sans selle. 

« Monsieur le capitaine, je vous donne autorisation de courir la Palio dans l’année du Seigneur... Allez y et que S . Second vous aide ! »

— Texte issu du rituel de la Course du Palio
Cette fête se déroule sans interruption depuis le XIIe siècle.
Les premières informations concernant cette course, citée par le chroniqueur  Guglielmo Ventura remontent au troisième quart du XIIIe siècle. 

« ost haec Astenses venerunt Albam ad Sanctum Frontanianum, et eorum vineas et arbores vastaverunt, et prope eorum portas palius Astensis cursus fuit, sicut fieri solet Ast in festo beati Secundi, et hoc fuit in festo beati Laurencii. Anno Domini MCCLXXV. »

— Guglielmo Ventura Mémorial (Chapitre X)
Les seules interruptions constatées se sont produites au XIXe siècle (pendant 70 ans) et au XXe siècle (pendant 30 ans).
Le Palio, dont le parcours  pendant une période était en ligne droite (alla lunga) à travers le Corso Alfieri se courait au mois de mai pendant les fêtes patronales. Depuis 1967 le Palio se dispute sur un circuit (al giro),le troisième dimanche de septembre.
Depuis 1988 la course se tient sur la place centrale (Piazza Alfieri de Asti).

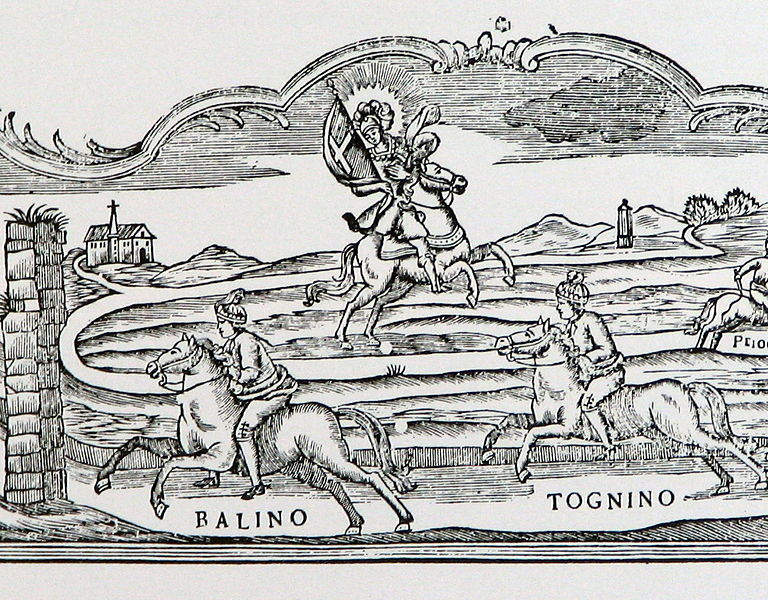
La course du Palio, partie d’incision tirée d’un sonnet du XVIIIe siècle. Représente l’ancien parcours du Palio alla lunga. On voit (sur le fond) l’ancienne église S. Lazare et le piquet dit le Pilone (point de départ de la course), S. Second patron d'Asti à celui à qui la course est dédiée. Au premier plan, les deux pages qui vont rentrer dans la ville par la porte S. Pierre

## Étymologie
Le terme Palio provenant du latin pallium. Cette pièce d’étoffe rectangulaire portée comme pardessus (au-dessus de la tunique romaine) désignait au début la pièce d’étoffe précieuse qui était déposée au point d’arrivée et qui était remise au vainqueur de l’épreuve.
Par la suite, sa signification fut étendue à la fête en général et  le  Palio finit par désigner l’ensemble des rituels et des coutumes étroitement rattachés à la course.

## L’histoire

### Les origines
Les artisans ont toujours lutté avec abnégation afin de maintenir le privilège de faire courir le Palio le jour de leur fête patronale dédiée au martyr  S. Second D’Asti. En effet, la course est citée dans  les traités, alliances, et dans tous les chapitres de conventions avec les divers régents, patrons ou tyrans.
Les premières traces concernant cette course remontent à l’année 1275: Le chronologiste Guglielmo Ventura écrit que les artisans, sicut fieri solet Ast, in festo Beati Secundi (comme c’est l’habitude à Asti pendant la fête de S. Second), coururent le Palio par moquerie sous les murs de la ville ennemie d’Alba en dévastant les vignes environnantes.
Donc déjà en l’an 1275 la Course du Palio était définie comme habituelle.
Il est probable que son origine se situe aux alentours de l’année 1000,  avec des règles établies déjà au XIIIe siècle (période coïncidant avec l’apogée de la commune d’Asti). En cette période et ceci jusqu’au milieu du XIVe siècle, la course se déroula alla tonda, empruntant un circuit circulaire correspondant actuellement à la zone des places Alfieri et Liberta. Cette zone était déjà appelée à l'époque lombardo carolingienne: curriculum.
Gian Galeazzo Visconti, devenu seigneur  d’Asti en 1382, fit construire
une nouvelle citadelle fortifiée sur le lieu même du curriculum afin de renforcer les défenses de la ville.
Ceci nécessita le déplacement de la course qui ne put plus se dérouler sur le circuit alla tonda, mais sur un parcours linéaire alla lunga de 2,5 km de long environ le long de l’artère principale de la ville (l’actuel boulevard Alfieri).
Visconti décréta que la course se tiendrait (festa Sancti Secundi iuxta consuetudinem, omni contradictione remota) (le jour de la fête de S. Second comme d’habitude et récuse toute objection). Dans les documents conservés dans les archives de la commune de Asti, dans les factures inhérentes à la course figurent toujours deux trophées du Palio, un offert au gagnant et  le second à L’église de S. Second. Ce détail confirme donc la nature mystique de cette course.
En 1439 Charles d’Orléans, visitant la région d’Asti héritée par sa mère Valentine Visconti, offrit un palio de velours cramoisi, orné de trois  lis d’or sur fond azur.

### Les Savoie
Quand Emmanuel-Philibert de Savoie assuma la régence de la ville (20 mai 1545), il confirma et codifia les anciennes  traditions de la fête patronale et engagea la famille de Savoie à fournir les palio: un de 12 rasi  pour la course et un de 9 rasi à offrir au saint patron. (Le raso est une mesure ancienne piémontaise qui équivaut à 60 cm environ).
Au cours du XVIIIe siècle, le palio est accouplé à un fanion en toile couleur azur, orné par les emblèmes de la maison de Savoie, de la commune, du gouverneur et du Podestà. L’image de S. Second à cheval apparut sur le fanion du Palio dédié à l’église et aussi sur celui de la course sur la fin du XIXe siècle .
À son début la course se déroulait annuellement le 30 mars à l’occasion de la fête de S. Second. À partir du XVe siècle, elle fut déplacée en même temps que la célébration du saint, au premier jeudi suivant le dimanche après Pâques. Au cours des premières années du XIXe siècle,  la course se déroula le deuxième dimanche après Pâques
En 1818, la célébration de S. Second fut à nouveau déplacée au premier  mardi du mois de mai et de fait  la course aussi. En 1861, un nouveau règlement fut établi.
Ce règlement pour la course de chevaux  in giro sur la nouvelle place du marché (Piazza campo del Palio) changea radicalement la tradition de la course qui jusque-là était in lungo c'est-à-dire en parcourant un chemin rectiligne qui démarrait de Viale Pilone, passait par Porta San Piero,et en traversant le pont sur Rio Valmanera, continuait vers le boulevard Alfieri jusqu’au palais Gabuti de Bestagno (actuellement Palazzo Ottolenghi).
En 1863, la course devint une banale course de chevaux  et perdit sa traditionnelle signification religieuse.

### La période fasciste
La fête est remise à l’ordre du jour en 1929 par le Podestà d’Asti de l’époque, Vincenzo Buronzo. Cette année-là le Palio se déroula à la lunga  sur l’avenue Dante empruntant un parcours en montée mesurant 1 300 m environ. Le Palio se déroula jusqu’en 1935 et s'arrêta car le succès de la manifestation avait fini par irriter la municipalité de Sienne où se déroulait déjà le célèbre Palio et
en 1936, Benito Mussolini donna l’ordre aussi bien à la ville d’Asti que Legnano (Palio de Legnano), de remplacer le terme Palio par Concours chevaleresque. La course fut ainsi d’abord reportée à l’année suivante et ensuite suspendue sine die .
Les sept éditions qui se sont déroulées pendant les 20 ans du régime fasciste permirent néanmoins de  raviver le souvenir de la manifestation et évitèrent la perte définitive de la tradition et de sa signification.

### La reprise
En 1967, le Palio renaît à l’occasion du 1000e anniversaire de la Fondation du Marquisat de Monferrat et du 800e anniversaire de la Ligue Lombarde. La course fut  définitivement déplacée au mois de septembre afin de la faire coïncider avec la  Douja d'Or (ou le septembre d’Asti) suivant chronologiquement le Festival des kermesses d’Asti.
Le tracé du nouveau parcours se situait sur le Campo del Palio, où étaient installées des tribunes permettant de mettre à la disposition du public plus de 5 000 places et de grands parterres. La première édition de l’après-guerre vit la participation de plus de 100 000 spectateurs, 600 figurants et de 14 communes de la région d’Asti.
Depuis 1988, le Palio se déroule sur la place Vittorio Alfieri, au cœur de la ville, dans un cadre encore plus suggestif et envoûtant.

## Le Palio d’Asti en détail

### L’évaluation des Palios
« L'année du Palio » débute la première semaine du mois de mai à l’occasion des fêtes patronales de S. Second d’Asti.
Le samedi précédant le premier mardi du mois de mai les deux étendards commandés par la commune d’Asti  sont contrôlés par trois notables représentant l’ancienne confrérie des drapiers. Ceux-ci vérifient la qualité de la confection et les dimensions.
Au terme de la procédure, les deux  pièces sont exposés sur le balcon de la commune et  présentées à la population. Dans la même journée, les recteurs prêtent serment devant le maire, le « Capitaine du Palio » et les magistrats qui jurent solennellement loyauté envers les règles de la fête.
Le premier mardi du mois de mai, fête de S. Secondo, après un défilé solennel de tous les protagonistes, les deux étendards sont offerts à la Confrérie de S. Second, à la chapelle de S. Second.

### Retraites de septembre
Le palio représente toujours l’apogée des toutes les festivités de la journée. 
Les essais officiels se déroulent pendant les deux jours précédant la course.
À de nombreuses occasions, s’est couru le Palio des écuyers, un tournoi moins coté destiné à favoriser le changement générationnel entre les concurrents.
La veille de la course et en soirée au siège des confréries participantes ont lieu les cene propiziatrici (genre de souper rituel). 
Le jour de l’épreuve, le matin, s’effectue la bénédiction des chevaux et des jockeys qui défendront les couleurs de leur paroisse, avec la formule :

« Va' e torna vincitore! (Va et reviens vainqueur !) »

#### Le défilé historique
Le défilé historique débute dans le tout début de l’après-midi. Il démarre de la Cathédrale S. Maria Assunta, serpente par les rues de la ville du centre ancien et se termine à Piazza Alfieri où se déroule la course.
Le groupe à cheval du Capitano del Palio et des magistrats ouvre le cortège.
Le Capitano supervise l’évènement et peut pendant le déroulement de la course  disqualifier les jockeys dont le comportement s'avèrerait contraires au règlement.
Juste derrière le groupe de tête, défilent les gagnants de la dernière édition du Palio, suivis par les autres participants. Le Carroccio, antique symbole des communes libres ferme le défilé. Il est accompagné par le Sendallo représentant  S. Second ainsi que les armoiries de la commune d’Asti. Le nom donné au Palio est issu de la toile de zendale (ou sangallo) qui à l’époque ancienne servait à le tisser. Sa réalisation est confiée chaque année à un maître de réputation internationale.
Par le passé, les jockeys (appelés à l’époque pages), partaient individuellement de leur auberge, contrée, confrérie ou association qu’ils représentaient.
Habituellement ils étaient accompagnés d’hommes à cheval portant les mêmes couleurs et par la foule des adhérents et supporteurs, au son des chiarines, tambourins ou cors de chasse.
Le point de rencontre était appelé Pilone, autrefois point de départ de la course à « la longue ».
En 1930, les participants adoptèrent les costumes du XVIe siècle en hommage à Philibert de Savoie qui confirma et élabora les règles du Palio.
Depuis la fin de la Seconde Guerre mondiale, le cortège historique du Palio compte 1 200 figurants. Le défilé reproduit, sous forme de tableaux vivants, les épisodes importants de l’histoire médiévale de la ville de la période allant du XIIe siècle-XVe siècle, époque à laquelle Asti resplendissait par sa richesse et sa vitalité.

#### La course

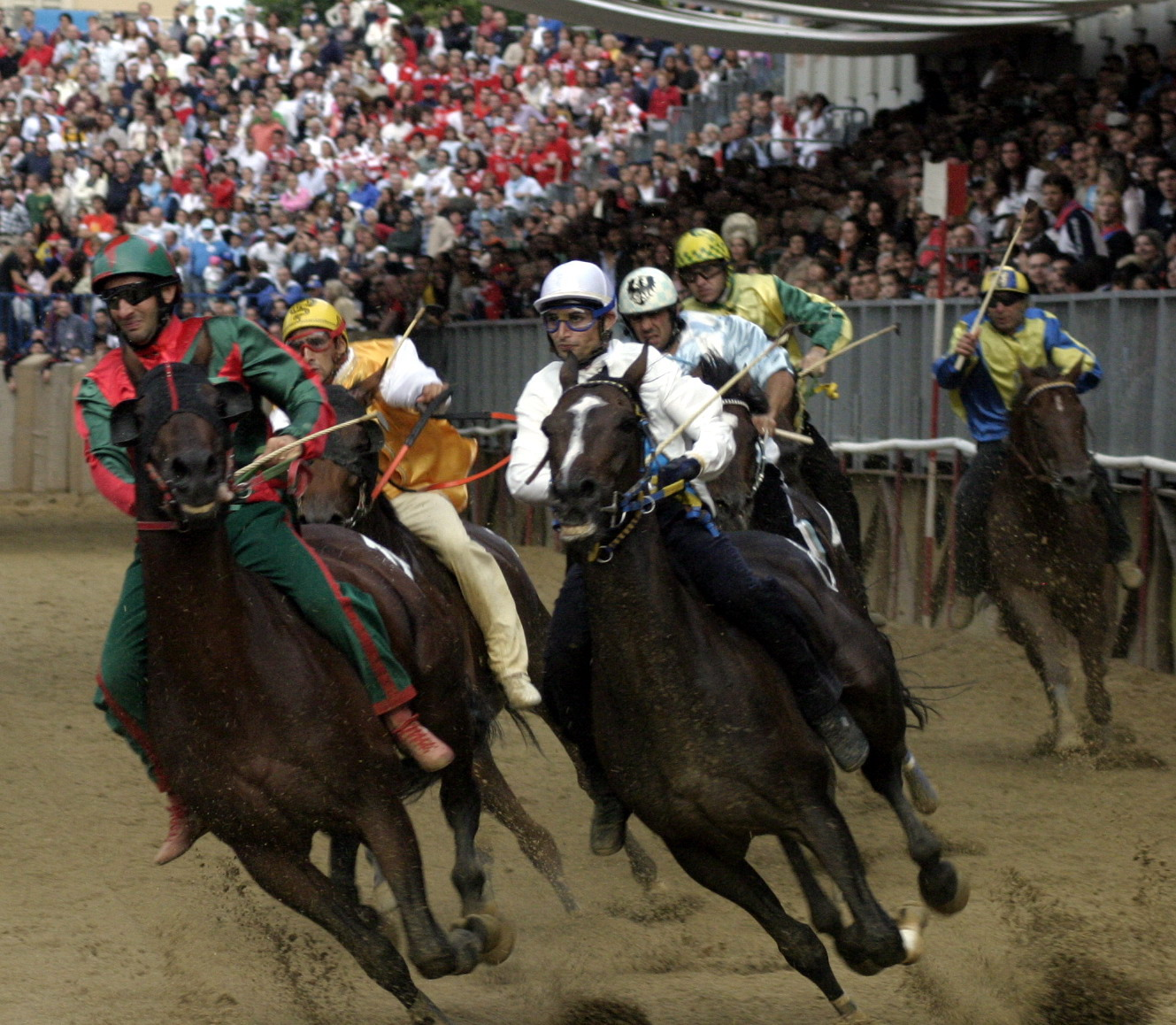
Course du Palio d'Asti (époque actuelle)

Avant de commencer la course, le Capitano du Palio demande au maire l’autorisation de concourir :

« Signor Sindaco, il palio è schierato in campo con uomini, cavalli e insegne. Attende i Vostri ordini (Monsieur le maire,le palio est  en formation avec hommes,chevaux et armoiries. Il attend vos ordres) »

Le maire selon la tradition, donne l’accord de concourir sous la protection de S. Second,
À partir de là, le Capitano, suivi par les magistrats et par les jockeys parcourt la piste en annonçant : 

« Si corre il palio! Si corre il palio! Si corre il palio! (On court le palio! On court le palio! On court le palio!) »

On arrive ainsi au moment de la course.
Elle est composée de trois batterie (séries) de sept participants chacune.
Les trois premiers de chaque série sont qualifiés pour la course finale qui décide du vainqueur du Palio. 
Les concurrents tirés au sort de chaque batteria s’alignent derrière un canapo (une grosse corde qui délimite la ligne de départ). Le départ de la course est décidé par le Mossiere, qui juge du moment où les chevaux sont dans le meilleur alignement.
Une fois partis, les chevaux doivent effectuer trois tours de la place. Le palio est remporté par le cheval qui avec ou sans le jockey (cavallo scosso) arrive le premier au drapeau d’arrivée.
Actuellement on compte 21 participants partagés entre les diverses communes, bourgs et quartiers de la province d’Asti.

### Les prix

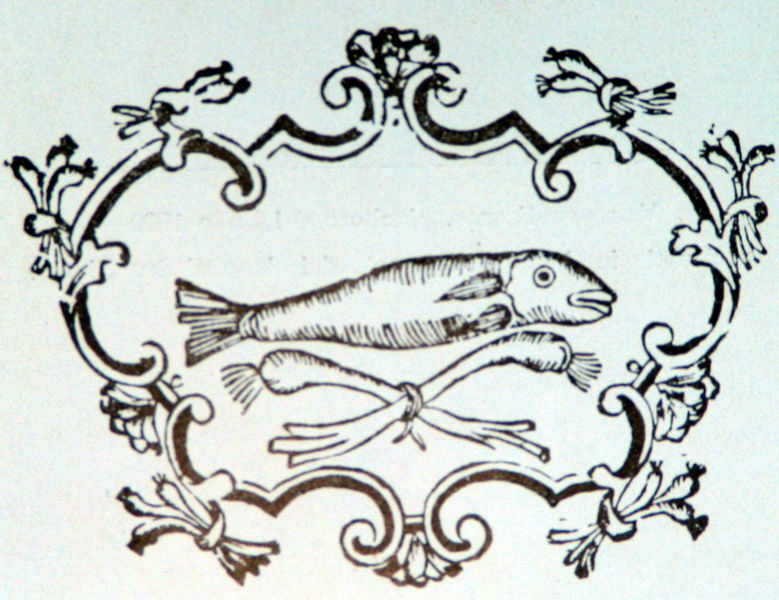
Inchioda ou anchois,
le prix remis au dernier arrivé.

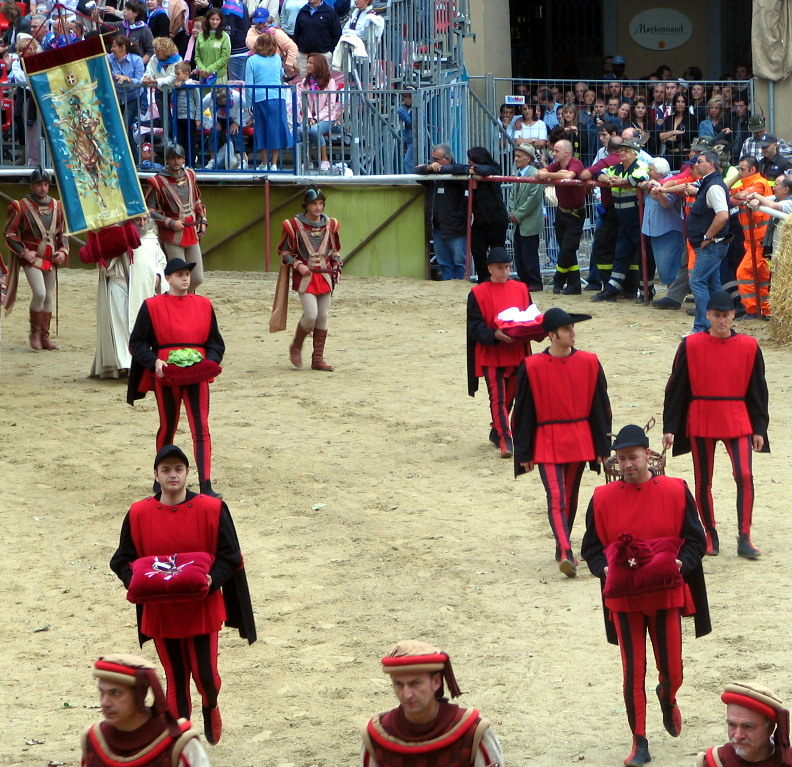
Les Prix

- Le premier prix du palio (ou Sendallo) doit  avoir une longueur de 16 rasi.
(Le raso est une mesure ancienne piémontaise qui équivaut à 60 cm environ).
- Le deuxième prix, depuis 1929, est constitué par  une « Bourse de monnaies en or ».
- Le troisième prix est constitué par une paire d’éperons en fer, argentés ou dorés.
- Le quatrième prix est un coq vivant.
- Le cinquième prix est une cocarde aux couleurs de la ville (le blanc et le rouge).
- Le dernier prix est l'inchioda ou anchois salé.
Ce prix était une façon de tourner en dérision le perdant. L’anchois lui était servi comme accompagnent d’une salade.

## LePaliotto

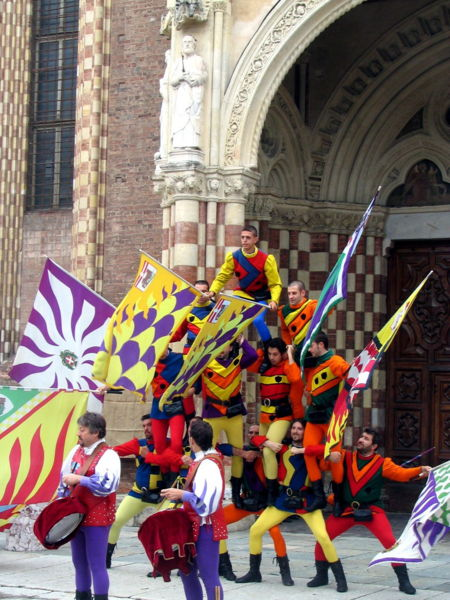
Sbandieratori (manieurs d'étendards)

En  1977  est né le Paliotto, une manifestation qui se déroule le jeudi soir précédant la course du Palio. Ce tournoi met en compétition les groupes des manieurs d’étendards des quartiers, bourgs et communes participant au palio. 
Les sbandieratori ou manieurs d’étendards du Moyen Âge et de la Renaissance étaient des militaires qui pendant la bataille avec leurs lancers de drapeaux et figures soutenaient le moral et donnaient des ordres aux troupes.
Par la suite, cette fonction a évolué et elle s’est transformée en acte religieux : Le drapeau est manié symboliquement au nom de la corporation en honneur de Dieu, de la Reine et de la Patrie.
Le prix attribué lors de cette compétition est un drapeau plus petit mais semblable à celui qui est attribué lors de la course du Palio. L’initiative a été mise en œuvre pour mieux valoriser cet art original, connu et pratiqué dans beaucoup de contrées nationales et qui atteignit son apogée dans les villes des palios. En 1998, à cette manifestation a été associé aussi un prix spécial pour le meilleur groupe de musici (musiciens).

### Palio et protection des animaux

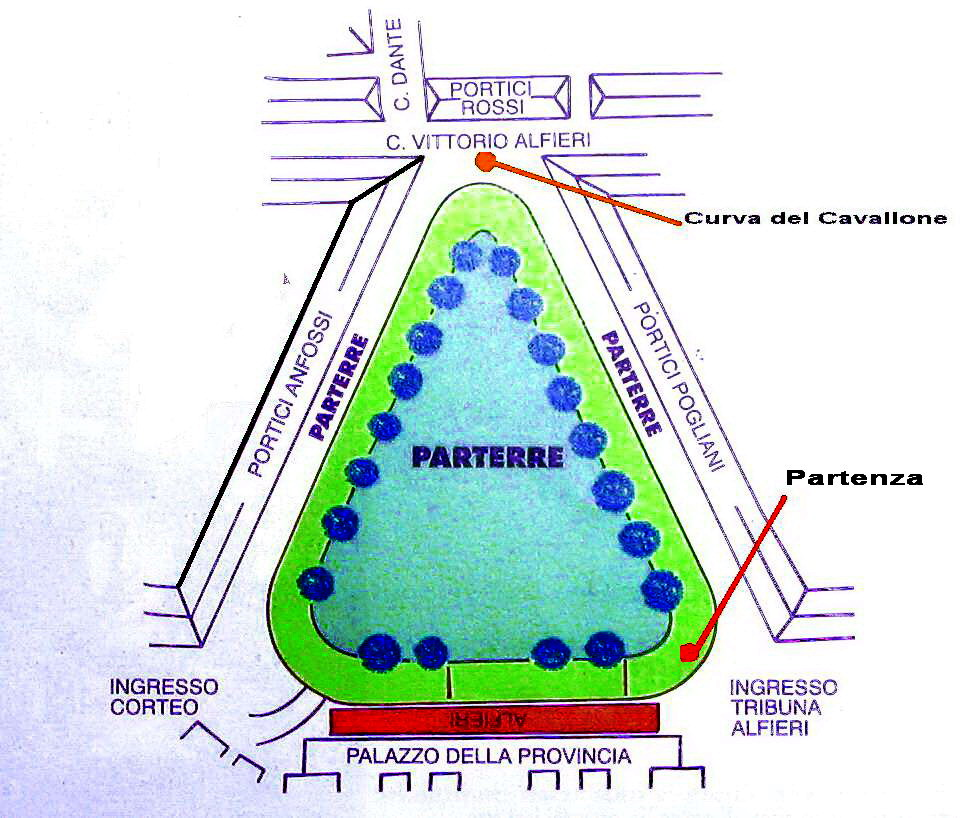
Planimétrie de Piazza Alfieri où se court le Palio

Dans les dernières années, le Palio d’Asti ainsi que les autres Palios d’Italie a déclenché les protestations des associations de défense des animaux et de celles des vétérinaires 
concernant les conditions d’utilisation des chevaux de course.
Le grief est l’utilisation d’un parcours citadin non adapté (Piazza Alfieri dont la forme est trapézoïdale) aux chevaux pur sang et cause de nombreux incidents au cours des dernières années. En particulier le virage du cavallone a été le théâtre en 2003 d’incidents pendant le Palio des écuyers ce qui a nécessité l’abattage de deux chevaux et la blessure d’un troisième.
Il a aussi été constaté que des substances prohibées avaient été administrées à sept des neuf chevaux qui coururent la finale du Palio de 2002.
Afin de calmer les protestations, la commune d’Asti a créé une commission technique composée d’experts afin de mettre en conformité la piste et de protéger la santé des jockeys et des animaux pendant l’entier déroulement de la fête.
Dans ce but, la piste est composée d’un mélange de sables issues des couches du pliocène supérieur, dosée de telle manière que le parcours résiste aux sollicitations pendant toute la fête et qui puisse aussi ralentir la course des chevaux.
Les virages sont protégés à l’aide de robustes matelas et en 2004, le virage du Cavallone a été modifié et calibré de façon à empêcher de nouveaux incidents.
Trois commissions vétérinaires  vérifient l’aptitude des chevaux et fournissent l’assistance nécessaire pendant les épreuves et la course. Le département vétérinaire de l’université de Turin apporte aussi sa contribution à la lutte antidopage.
Une commission de vétérinaires locaux garantit une surveillance pharmaceutique en organisant et en effectuant des prélèvements d’échantillons biologiques.  
Un protocole de premiers secours est mis en place. Celui-ci permet d’intervenir aussitôt sur la zone de la course grâce à une antenne vétérinaire appropriée.

### Sites officiels des participants
- Commune de Baldicheri
- Commune de Castell'Alfero
- Commune de San Damiano
- Rione Cattedrale
- Città di Moncalvo
- Borgo Don Bosco
- Borgo San Lazzaro
- Borgo San Marzanotto
- Rione San Paolo
- Rione San Silvestro
- Borgo San Pietro
- Nobile Rione San Secondo
- Rione Santa Caterina
- Antico Borgo Santa Maria Nuova
- Borgo Tanaro Trincere Torrazzo
- Borgo Torretta
- Borgo Viatosto

## Source
- (it) Cet article est partiellement ou en totalité issu de l’article de Wikipédia en italien intitulé « Palio di Asti » (voir la liste des auteurs).